# Europese kampioenschappen zeilwagenrijden 1968
De Europese kampioenschappen zeilwagenrijden 1968 waren door de Internationale Vereniging voor Zeilwagensport (FISLY) georganiseerde kampioenschappen voor zeilwagenracers. De 6e editie van de Europese kampioenschappen vond plaats in het Belgische De Panne. 

## Uitslagen
| klasse   | Goud             | Zilver            | Brons              |
| -------- | ---------------- | ----------------- | ------------------ |
| Klasse 1 | Uwe Schröder     | M. de Terschueren | Rüdiger Grassy     |
| Klasse 2 | Johannes Dekkers | Karl Hughes       | Alain Houtsaegher  |
| Klasse 3 | Robert Demuysere | Karl Hughes       | Alain Houtsaegher  |
| Dames    | Helga Junge      | A.M. Collaert     | Carole Houtsaegher |

1963 ·
1964 ·
1965 ·
1966 ·
1967 ·
1968 ·
1969 ·
1970 ·
1971 ·
1972 ·
1973 ·
1974 ·
1975 ·
1976 ·
1977 ·
1978 ·
1979 ·
1980 ·
1981 ·
1982 ·
1983 ·
1984 ·
1985 ·
1986 ·
1987 ·
1988 ·
1989 ·
1990 ·
1991 ·
1992 ·
1993 ·
1994 ·
1995 ·
1996 ·
1997 ·
1998 ·
1999 ·
2000 ·
2001 ·
2002 ·
2003 ·
2004 ·
2005 ·
2006 ·
2007 ·
2009 ·
2010 ·
2011 ·
2013 ·
2015 ·
2016 ·
2017 ·
2019 ·
2020 ·